# NGC 777
NGC 777 je eliptická galaxie s  aktivním jádrem v souhvězdí Trojúhelníku. Její zdánlivá jasnost je 11,5m a úhlová velikost 2,5′ × 2,0′. Je vzdálená 230 milionů světelných let, průměr má 170 000 světelných let. 
Je členem skupiny galaxií, kterou tvoří galaxie NGC 750, NGC 751, NGC 777, NGC 783, NGC 785, NGC 789, PGC 7304, PGC 7545, PGC 7674, [GC 7967, PGC 8215 a PGC 8393.
Galaxii objevil 12. září 1784 William Herschel.